# 科洛尼亚威尼塔
科洛尼亚威尼塔（義大利語：Cologna Veneta），是意大利威尼托大区维罗纳省的一个市镇。总面积42.99平方公里，人口8672人，人口密度201.7人/平方公里（2009年）。国家统计（ISTAT）代码为023027。